# Dom przy ul. 3 Maja 49 w Sędziszowie Małopolskim
Dom przy ul. 3 Maja 49 w Sędziszowie Małopolskim – zabytkowy budynek znajdujący się w Sędziszowie Małopolskim w województwie podkarpackim.

## Historia
Budynek wzniesiono w czwartej ćwierci XIX wieku. Do końca lat 80. XX wieku zachował się w nim oryginalny piec kuchenny. W latach 1996–1997 zmieniono pierwotny układ wnętrza, zaś w 2000 roku wykonano izolację domu.

## Architektura
Budynek wolnostojący, parterowy, częściowo podpiwniczony. Został wymurowany z cegły i otynkowany. Założono go na rzucie kwadratu, z gankiem w elewacji frontowej oraz prostokątną dobudówką w elewacji tylnej. 
Elewacja frontowa czteroosiowa, z wyrobionym w tynku podziałem płycinowo-ramowym, zwieńczona gzymsem profilowanym. Drzwi wejściowe w drugiej osi tejże elewacji, poprzedzone gankiem przeprutym arkadami w ścianach frontowej i bocznych. Ganek nakryty daszkiem dwuspadowym. W elewacji frontowej umieszczono trzy czterodzielne okna. Elewacje boczne dwu i trzyosiowe. W ich szczytach wąskie prostokątne okna. 
Dach budynku dwuspadowy, kryty blachą. Więźba dachowa drewniana, konstrukcji płatwiowo-krokwiowej.
Wnętrze trzytraktowe z sienią przelotową. W środku zachowały się posadzki ceramiczne i drzwi płycinowe. Do budynku doprowadzono instalację elektryczną, wodno-kanalizacyjną i gazową.